# Zanzibar Południowy
Zanzibar Południowy (suahili: Kusini Unguja, ang. Unguja South)  – region (mkoa) w Tanzanii.
W 2002 roku region zamieszkiwało 94 244 osób. W 2012 ludność wynosiła 115 588 osób, w tym 57 880 mężczyzn i 57 708 kobiet, zamieszkałych w 25 947 gospodarstwach domowych.
Region podzielony jest na 2 jednostki administracyjne drugiego rzędu (dystryktów):
- Kati
- Kusini